# 莫斯泰罗 (圣玛丽亚-达费拉)
莫斯泰罗是葡萄牙阿威罗区的一个堂区。总面积2.95平方公里，总人口2043人，人口密度692.5人/平方公里。